# Gunung Alasiba
Gunung Alasiba är ett berg i Indonesien.   Det ligger i provinsen Aceh, i den västra delen av landet, 1 600 km nordväst om huvudstaden Jakarta. Toppen på Gunung Alasiba är 1 019 meter över havet.
Terrängen runt Gunung Alasiba är kuperad åt sydost, men åt nordväst är den bergig. Trakten runt Gunung Alasiba är nära nog obefolkad, med mindre än två invånare per kvadratkilometer. I omgivningarna runt Gunung Alasiba växer i huvudsak städsegrön lövskog.